# Gymnomitrion concinnatum
Gymnomitrion concinnatum là một loài Rêu trong họ Gymnomitriaceae. Loài này được (Lightf.) Corda mô tả khoa học đầu tiên năm 1830.